# Selenodesmium guineense
Selenodesmium guineense là một loài dương xỉ trong họ Hymenophyllaceae. Loài này được Afzel. ex Sw. Pic. Serm. mô tả khoa học đầu tiên năm 1968.